# Tang Daizong
Tang Daizong (11 de novembro de 726 – 10 de junho de 779), nome pessoal Li Yu (nome alterado em 758 após ser criado príncipe herdeiro), conhecido como Li Chu (chinês: 李俶), foi um imperador da dinastia chinesa Tang.
O Imperador Daizong era o filho mais velho do Imperador Suzong - o primeiro imperador da dinastia Tang a suceder como filho mais velho. Durante a Rebelião de Anshi (à qual todo o reinado do Imperador Suzong foi dedicado a combater), ele serviu como general de Tang e operações conjuntas com Huige que reconquistaram a capital Chang'an e a capital oriental Luoyang do estado rebelde de Yan, e a Rebelião de Anshi foi finalmente suprimida no início de seu próprio reinado, em 763. No entanto, a partir daí, o estado Tang foi assolado por senhores da guerra como Tian Chengsi, Li Baochen e Liang Chongyi, que essencialmente governavam seus reinos como estados independentes, enquanto apenas juravam lealdade nominal ao imperador. Isso seria desastroso para as gerações futuras, já que os imperadores Tang subsequentes não conseguiam remover ou controlar esses senhores da guerra e o poder do governo central era assim lentamente erodido e diminuído. O poder dos senhores da guerra não impediria que os territórios ocidentais de Tang fossem invadidos pelos tibetanos e eventualmente perdidos para o Império Tibetano, que chegou até a capturar Chang'an em 763 por um curto período antes de ser expulso.
O Imperador Daizong foi creditado por remover o corrupto eunuco Li Fuguo, que o colocara no trono usando seu próprio poder e influência política. Mais tarde, o resto do reinado do Imperador Daizong também seria dominado por tais indivíduos como os eunucos Cheng Yuanzhen e Yu Chao'en, bem como o chanceler Yuan Zai. Vale ressaltar que o Imperador Daizong se tornou o primeiro imperador Tang a suceder ao trono como resultado de manobras dos eunucos. O próprio Imperador Daizong também era dito ser excessivamente devoto ao budismo.

## Início de vida
Daizong, o pai de Li Jun, era o Príncipe de Zhong sob seu pai Imperador Xuanzong quando Daizong nasceu. Sua mãe era Consorte Wu, uma concubina de Li Jun. Ele era o mais velho dos mais de 100 netos do Imperador Xuanzong. Em 740, quando Li Jun (cujo nome foi mudado para Li Heng naquele momento) era príncipe herdeiro, Li Chu foi nomeado Príncipe de Guangping. Naquele ano, sua mãe Consorte Wu faleceu. Em sua juventude, dizia-se que era gentil, dócil e filialmente piedoso, além de ser estudioso, especialmente no Clássico dos Ritos e no I Ching. Era muito favorecido por seu avô. O Imperador Xuanzong escolheu para ele, como esposa e princesa, Lady Cui, filha da Dama de Han, irmã da concubina favorita do Imperador Xuanzong, Consorte Yang Yuhuan; no entanto, seu filho mais velho, Li Kuo, nasceu de uma concubina, Consorte Shen.
Em 755, o general An Lushan se rebelou em Fanyang (范陽, na moderna Pequim), e até o verão de 756, as forças de seu novo estado de Yan estavam se aproximando da capital Tang, Chang'an, forçando o Imperador Xuanzong a fugir para Chengdu. Quando o comboio do Imperador Xuanzong chegou à Estação Mawei (馬嵬驛, na moderna Baoji, Shaanxi), soldados enfurecidos, culpando a rebelião pelo chanceler Yang Guozhong (primo de Consorte Yang), mataram Yang Guozhong e seus familiares e forçaram o Imperador Xuanzong a matar Consorte Yang. Posteriormente, as pessoas na região de Mawei tentaram persuadir o Imperador Xuanzong a não continuar até Chengdu — acreditando que Chang'an poderia ser recapturada.
O Imperador Xuanzong pediu a Li Heng que tentasse confortar o povo. No entanto, assim que Li Heng deixou a presença do Imperador Xuanzong, o eunuco de confiança de Li Heng, Li Fuguo, irmão de Li Chu, o Príncipe de Jianning, e Li Chu, persuadiram Li Heng a não seguir o Imperador Xuanzong até Chengdu — argumentando que com as barreiras físicas entre Chang'an e Jiannan Circuit (劍南, com sede na moderna Chengdu), uma vez que tivessem saído da região, Chang'an não poderia mais ser capturada. Li Heng concordou e teve Li Chu relatar isso ao Imperador Xuanzong. O Imperador Xuanzong concordou com a decisão de Li Heng, mas ele próprio continuou até Jiannan. Li Heng, escoltado por um pequeno número de soldados guardas comandados por Li Tan, então seguiu para a cidade fronteiriça de Lingwu. Com o exército em Lingwu pressionando-o a assumir o título imperial, Li Heng se declarou imperador (como Imperador Suzong).

## Durante o reinado do Imperador Suzong
Após o Imperador Suzong assumir o título imperial, ele considerou nomear Li Tan como comandante supremo das forças armadas, mas seu conselheiro Li Mi apontou que Li Chu era mais velho e que nomear Li Tan como comandante supremo causaria confusão quanto ao herdeiro. O Imperador Suzong concordou e nomeou Li Chu como comandante supremo. Posteriormente, Li Chu e Li Mi foram encarregados das chaves do palácio improvisado, e um deles sempre estaria de plantão para receber relatórios militares importantes. Em 757, o Imperador Suzong considerou nomear Li Chu como príncipe herdeiro, mas Li Mi e Li Chu, argumentando que seria inadequado fazê-lo antes da recaptura de Chang'an, aconselharam-no de outra forma. Posteriormente, a corte do Imperador Suzong também estava mergulhada em lutas internas, com Li Fuguo alinhado com a concubina favorita do Imperador Suzong, Consort Zhang, em oposição a Li Chu, Li Tan e Li Mi. No início de 757, após Li Tan acusar repetidamente Li Fuguo e Consort Zhang de corrupção, Li Fuguo e Empress Zhang, por sua vez, o acusaram falsamente de tentar assassinar Li Chu para se tornar o herdeiro. O Imperador Suzong, enfurecido, ordenou que Li Tan cometesse suicídio, o que causou temor em Li Chu e Li Mi. Li Chu considerou assassinar Li Fuguo e Consort Zhang, mas, a pedido de Li Mi, interrompeu seus planos.
Na queda de 757, tropas de Huige, cujo Bayanchur Khan Yaoluoge Moyanchuo atendeu ao pedido de ajuda do Imperador Suzong, chegaram sob o comando do filho de Yaoluoge Moyanchuo. Quando Li Chu conheceu o príncipe de Huige, ele ofereceu que fossem irmãos jurados. O príncipe ficou muito satisfeito e honrou Li Chu como um irmão mais velho. A partir de então, as tropas conjuntas de Tang e Huige avançaram em direção a Chang'an e, após derrotarem as forças Yan no Templo de Xiangji (香積寺), perto de Chang'an, recapturaram Chang'an. O Imperador Suzong havia prometido que as forças de Huige teriam permissão para saquear Chang'an, mas, com os fervorosos apelos de Li Chu, o príncipe de Huige concordou em esperar até capturar Luoyang, que se tornara a capital Yan, para realizar o saque.
O povo de Chang'an, acreditando que Li Chu os havia salvado de uma devastadora investida de Huige, o recebeu em uma grande procissão e proclamou: "O Príncipe de Guangping é verdadeiramente um líder amado tanto pelos Han quanto pelos bárbaros." Enquanto isso, quando Pugu Huai'en defendeu avanços rápidos para tentar capturar os generais Yan An Shouzhong (安守忠) e Li Guiren (李歸仁), Li Chu, apontando que suas próprias tropas estavam cansadas, o deteve. (Após a recaptura de Chang'an, Li Mi renunciou e tornou-se eremita, privando Li Chu de um aliado.)
Posteriormente, Li Chu, Guo Ziyi, e Pugu, junto com as forças de Huige, continuaram avançando em direção a Luoyang. Eles primeiro atacaram Shancheng (陝城, na moderna Sanmenxia, Henan) e inicialmente não tiveram sucesso, mas quando as forças de Huige se envolveram, as forças de Yan entraram em pânico e fugiram. Ao ouvir a notícia, o filho e sucessor de An Lushan, An Qingxu, que se tornara o imperador de Yan, abandonou Luoyang e fugiu. Assim que as forças de Huige entraram em Luoyang, eles iniciaram um ataque violento. Li Chu fez com que o povo reunisse uma grande quantidade de seda para subornar o príncipe Huige, e somente depois disso é que a violência cessou.
Ao entrar em Luoyang, Li Chu inicialmente anunciou que os funcionários de Tang que haviam se rendido a Yan seriam perdoados. No entanto, logo foram rearrestados e entregues a Chang'an. Vários foram executados, enquanto muitos outros foram punidos com rebaixamento ou exílio. No inverno de 757, Li Chu retornou a Chang'an com Guo e, posteriormente, foi criado com o título maior de Príncipe de Chu. Na primavera de 758, seu título foi alterado para Príncipe de Cheng. O Imperador Suzong queria coroá-lo como príncipe herdeiro, mas hesitou porque a Consorte Zhang, que desde então havia sido coroada imperatriz, tinha um filho chamado Li Shao (李佋), com o título de Príncipe de Zhao, a quem ela queria como príncipe herdeiro. Quando consultou o chanceler Li Kui, Li Kui defendeu Li Chu, e o Imperador Suzong concordou, coroando Li Chu como príncipe herdeiro em 29 de junho de 758. Ele também mudou o nome de Li Chu para Li Yu.  No entanto, foi dito que a Imperatriz Zhang não desistiu da ideia de ter Li Shao como príncipe herdeiro e estava procurando maneiras de minar Li Yu. Li Yu tentou reagir com mansidão e humildade. Após a morte de Li Shao em 759, como o outro filho da Imperatriz Zhang, Li Tong (李侗) o Príncipe de Ding ainda era jovem, a posição de Li Yu não estava mais ameaçada.
Em 762, o Imperador Suzong ficou gravemente doente. Após a morte do Imperador Xuanzong no verão de 762, o Imperador Suzong, em luto, piorou seu estado. Ele concedeu a Li Yu poderes de regente. Neste momento, a Imperatriz Zhang e Li Fuguo já não eram aliados, e a Imperatriz Zhang convocou Li Yu, buscando uma aliança para matar Li Fuguo e seu subordinado Cheng Yuanzhen. Li Yu recusou, argumentando que isso causaria alarme ao já doente Imperador Suzong. A Imperatriz Zhang, então, entrou em aliança com o irmão mais novo de Li Yu, Li Xi (李係), o Príncipe de Yue, e tentaram armar uma emboscada para Li Fuguo, com 200 eunucos leais a ela e Li Xi, prontos para agir contra Li Fuguo. Em 14 de maio de 762, ela emitiu uma ordem em nome do Imperador Suzong, convocando Li Yu ao palácio. No entanto, Cheng recebeu a notícia e relatou isso a Li Fuguo e Li Yu. Cheng, então, escoltou Li Yu até o quartel-general da guarda imperial. Os guardas imperiais comandados por Li Fuguo e Cheng entraram no palácio e prenderam a Imperatriz Zhang, Li Xi e seus associados. Conta-se que, enquanto o Imperador Suzong descansava no Salão Changsheng (長生殿), os soldados arrastaram a Imperatriz Zhang, as damas de companhia e os eunucos para longe de sua presença. Diz-se que o Imperador Suzong foi deixado sozinho, sem assistentes. Ele morreu em 16 de maio. Li Fuguo executou a Imperatriz Zhang, Li Xi e Li Xian (李僩) o Príncipe de Yan. Em 18 de maio, Li Yu ascendeu ao trono (como Imperador Daizong).

### Resto da eraBaoying(762-763) e erasGuangde,Yongtai(763–766)
Li Fuguo assumiu efetivamente o controle do governo imperial, chegando a dizer ao Imperador Daizong: 
Vossa Majestade, o Imperador, apenas permaneça no palácio. Deixe este velho servo cuidar do que está lá fora.
O Imperador Daizong secretamente se desagradou, mas para aplacar Li Fuguo, concedeu-lhe o título de Shangfu (尚父, que significa "como pai") e ordenou que não fosse chamado pelo nome. Ele também o nomeou Sikong (司空, um dos Três Excelentes) e Zhongshu Ling (中書令) - chefe do gabinete legislativo do governo (中書省, Zhongshu Sheng) e um cargo considerado de chanceler. Li Fuguo delegou grande parte das responsabilidades de comando a Cheng Yuanzhen. Continuando a retaliação contra Xiao Hua, Li Fuguo rebaixou-o ainda mais.
No entanto, Li Fuguo não esperava que o Imperador Daizong e Cheng, que desejavam mais poder, se voltassem contra ele. No verão de 762, por sugestão secreta de Cheng, o Imperador Daizong emitiu um edito que tirava de Li Fuguo os títulos de ministro da defesa e assistente de assuntos militares do comandante supremo - retirando-lhe assim o comando militar - dando o último cargo a Cheng. Ele também ordenou que Li Fuguo deixasse o palácio e residisse fora, embora o tenha nomeado Príncipe de Bolu. Li Fuguo ficou apreensivo e se ofereceu para se aposentar, mas o Imperador Daizong recusou e o mandou embora com respeito formal. Como Li Fuguo havia matado a Imperatriz Zhang e o apoiado para o trono, o Imperador Daizong não quis matá-lo abertamente. Em vez disso, em 12 de novembro de 762,
 um assassino invadiu a mansão de Li Fuguo e o matou, levando sua cabeça e um braço embora. O Imperador Daizong emitiu formalmente uma ordem de prisão do assassino e enterrou Li Fuguo em uma cerimônia grandiosa, após mandar esculpir uma cabeça e um braço de madeira para serem enterrados com o resto do corpo. 
Nesse ponto, o Imperador Daizong ainda precisava enfrentar Yan, agora governado por Shi Chaoyi - filho e sucessor de Shi Siming, que havia matado An Lushan, o sucedeu e retomou Luoyang de Tang em 759. No final de 762, ele enviou o eunuco Liu Qingtan (劉清潭) a Huige para pedir ajuda a seu Dengli Khan Yaoluoge Yidijian (irmão mais novo do príncipe Huige com quem ele havia se tornado irmão de juramento anteriormente), que também havia recebido uma proposta de aliança de Shi Chaoyi. Yaoluoge Yidijian, portanto, rejeitou inicialmente a proposta do Imperador Daizong e avançou para o sul para ajudar Shi Chaoyi, mas após persuasão adicional de Pugu Huai'en, com cuja filha ele se casara, concordou com a proposta de Tang. No inverno de 762, as forças conjuntas de Tang e Huige recapturaram Luoyang, forçando Shi Chaoyi a fugir. (Shi Chaoyi acabaria por cometer suicídio na primavera de 763, pondo fim a Yan.)
Após a destruição de Yan, o Imperador Daizong contemplou o que fazer com vários generais de Yan que se renderam a Tang, mas que ainda mantinham posses substanciais - Xue Song, Li Huaixian, Zhang Zhongzhi (a quem o Imperador Daizong logo concedeu o sobrenome imperial de Li e um novo nome próprio, Baochen) e Tian Chengsi. Pugu sugeriu que ele permitisse que permanecessem em seus cargos como governadores militares (Jiedushi) para evitar mais resistência, e o Imperador Daizong, temeroso de novas guerras, concordou. Isso marcaria o início do senhorialismo que atormentou Tang pelo resto da dinastia.
No outono de 763, o Imperador Daizong enfrentou duas novas ameaças adicionais. Pugu, que dois outros generais Xin Yunjing (辛雲京) e Li Baoyu e o eunuco Luo Fengxian (駱奉仙) suspeitavam de estar tramando uma rebelião, ficou furioso com a suspeita sobre ele e, após apresentar várias petições acusatórias, começou a agir independentemente do governo imperial. Enquanto isso, o Império Tibetano, que havia começado a tomar as prefeituras ocidentais de Tang uma por uma durante a Rebelião Anshi, lançou um ataque repentino a Chang'an. Naquela época, com Cheng no poder e os generais o odiando por suas acusações anteriores contra os generais Lai Tian (來瑱) e Li Huairang (李懷讓) que os levaram à morte, quando o Imperador Daizong buscou ajuda de emergência dos generais provinciais, nenhum veio em seu auxílio, e em 16 de novembro, ele foi forçado a abandonar Chang'an e fugir para a Prefeitura de Shan (ou seja, Shancheng). As forças tibetanas declararam o primo do Imperador Suzong, Li Chenghong, o Príncipe de Guangwu, como o Imperador de Tang, embora tenham se retirado no decorrer de um mês devido aos esforços de resistência do povo Tang e aos contra-ataques comandados por Guo Ziyi. O Imperador Daizong logo conseguiu retornar a Chang'an. No entanto, grande parte do território havia caído nas mãos tibetanas e as forças Tang não conseguiram contra-atacar. Como o sentimento popular na época culpava Cheng pelo desastre, ele foi destituído de seus cargos e enviado de volta para casa. Logo depois, as figuras mais poderosas na corte tornaram-se o chanceler Yuan Zai, que bajulava o Imperador Daizong, e o eunuco Yu Chao'en, que comandava a guarda imperial.
Em 764, o Imperador Daizong criou Li Kuo, a quem ele havia anteriormente indicado como o herdeiro provável ao designá-lo comandante supremo das forças armadas, como príncipe herdeiro. A mãe de Li Kuo, Consort Shen, havia sido capturada pelas forças de Yan e desaparecido durante a Rebelião Anshi; o Imperador Daizong enviou muitos mensageiros imperiais por todo o reino para procurar Consort Shen, mas não conseguiu encontrá-la.
Enquanto isso, também em 764, Pugu Huai'en, então em Hezong (河中, na moderna Yuncheng, Shanxi), formalmente se rebelou contra as tropas imperiais de Tang, contra o conselho de sua mãe. Um ataque contra Yuci (榆次, na moderna Jinzhong, Shanxi), comandado pelo filho de Pugu Huai'en, Pugu Yang (僕固瑒), no entanto, foi repelido pelas forças Tang, e os próprios soldados de Pugu Yang o mataram. Pugu, acreditando que estava enfrentando a derrota, levou suas tropas, em grande parte do Circuito de Shuofang (朔方, sediado na moderna Yinchuan, Ningxia), de volta à sua sede em Lingwu e se fortificou lá; ele permaneceu uma ameaça ao governo imperial Tang, embora o Imperador Daizong, ainda esperando que ele se submetesse novamente, nunca o tenha declarado formalmente um renegado, e quando a mãe de Pugu, que não o seguiu para Lingwu, morreu, ele a enterrou com honras.
Por volta dessa época, o oficial Liu Yan liderou um projeto para reabrir o Rio Bian (汴河), um canal que ligava o Rio Amarelo e o Rio Huai, que havia sido crucial para o transporte de suprimentos alimentares da região do Rio Yangtze-Rio Huai para Chang'an e Luoyang antes da Rebelião Anshi, mas que havia se tornado assoreado durante as guerras. Após a conclusão do projeto, Chang'an novamente teve suprimentos alimentares adequados, permitindo que a região começasse a se recuperar. Pugu, enquanto isso, se aliou com Huige e Tibet, e no final de 764 e depois novamente em 765, se aliou a eles para atacar a região de Chang'an. Depois que Pugu morreu em 765, no entanto, a ameaça diminuiu, e seu exército se submeteu novamente ao Imperador Daizong. No entanto, neste ponto, o Imperador enfrentava, além dos quatro principais generais de Yan, mais dois governadores militares que eram de facto independentes, Li Zhengji e Liang Chongyi.
Também em 765, após a morte de Yan Wu (嚴武), o governador militar do Circuito de Jiannan, o sucessor Guo Ying'ai (郭英乂), ressentido porque o oficial Cui Ning não o havia recomendado para suceder Yan, atacou Cui. Cui contra-atacou e derrotou Guo, que foi morto em fuga, e o circuito foi lançado na confusão. Eventualmente, a situação se acalmou, mas o circuito eventualmente se tornou efetivamente governado de forma independente por Cui, embora Cui fosse mais obediente e respeitoso com o governo central do que os outros senhores da guerra. O Imperador Daizong tentou fazer com que o chanceler Du Hongjian governasse o circuito, mas Du, não querendo desafiar Cui, logo voltou a Chang'an e deixou o circuito nas mãos de Cui.

### Início da eraDali
Neste ínterim, o Imperador Daizong, que anteriormente favorecia o Taoísmo, começou a se tornar um devoto do Budismo devido às influências de seus chanceleres Yuan Zai, Wang Jin e Du Hongjian. Yuan, em particular, defendia a crença de que foi pelas bênçãos do Buda que Tang conseguiu sobreviver à Rebelião Anshi e à rebelião de Pugu. Como resultado, as políticas do Imperador Daizong começaram a ser fortemente influenciadas por princípios budistas, e ele honrou o monge budista Bukong com grandes honras, incluindo a criação dele como duque. Os templos em Chang'an tornaram-se muito ricos, e o Imperador Daizong ordenou ainda que monges e freiras não fossem sujeitos a punições físicas. Com o imperador e os chanceleres todos devotos budistas, o Budismo se tornou a principal influência no império. (Historiadores tradicionais, como o historiador da dinastia Song Sima Guang, atribuíram a má governança e o sistema judiciário durante o tempo do Imperador Daizong a isso.)
Em 768, após Li Huaixian ser assassinado por seus oficiais Zhu Xicai, Zhu Ci e o irmão de Zhu Ci, Zhu Tao, o Imperador Daizong tentou retomar o controle do Circuito Lulong (盧龍, sediado na Pequim moderna), que Li Huaixian havia governado. Ele nomeou Wang Jin como governador militar e Zhu Xicai como governador militar interino. Quando Wang chegou ao circuito, Zhu Xicai o tratou com grande respeito, mas não permitiu que ele assumisse efetivamente o controle do circuito, e Wang logo retornou a Chang'an. O Imperador Daizong foi forçado a nomear Zhu Xicai como governador militar mais tarde naquele ano.
Em 770, cansado do domínio e da arrogância de Yu Chao'en, o Imperador Daizong conspirou com Yuan e armou uma armadilha para Yu, matando-o. Posteriormente, no entanto, o poder de Yuan tornou-se incontestável na corte.
Em 772, Zhu Xicai foi por sua vez assassinado por seu subordinado Li Huaiyuan (李懷瑗), e Zhu Ci o substituiu. Zhu Ci adotou uma postura mais respeitosa em relação ao governo imperial, e a partir de então, embora o governo central não retomasse o controle real de Lulong, os soldados de Lulong frequentemente participavam de campanhas comissionadas pelo governo imperial. (Eventualmente, de fato, Zhu Ci ele mesmo chegaria a Chang'an e dali em diante permaneceria como general imperial perto de Chang'an e não retornaria a Lulong, deixando Lulong nas mãos de Zhu Tao.)

### Fim da eraDali
Em 773, Xue Song faleceu, e o Imperador Daizong concordou em deixar seu irmão Xue E sucedê-lo no governo do Circuito Zhaoyi (昭義, sediado na moderna Anyang, Henan). No entanto, Tian Chengsi, que governava o Circuito Weibo (魏博, sediado na moderna Handan, Hebei), tinha outros planos. Na primavera de 775, sob seu estímulo, o oficial de Zhaoyi, Pei Zhiqing (裴志清), se rebelou contra Xue E, e Tian posteriormente capturou a capital de Zhaoyi, a Prefeitura de Xiang (相州). 
Xue E fugiu para o território imperial, enquanto Tian continuava sua campanha para capturar o restante do território de Zhaoyi, apesar das ordens do Imperador Daizong para que interrompesse sua campanha. Com outros parentes de Xue Song, Xue Xiong (薛雄) e Xue Jian (薛堅), ainda mantendo as Prefeituras de Wei (衛州, na moderna Xinxiang, Henan) e Ming (洺州, em Handan moderna) sob controle, Tian atacou-os e capturou essas prefeituras, bem como a Prefeitura de Ci (磁州, também em Handan). (As prefeituras restantes de Zhaoyi passaram para o controle imperial e foram eventualmente fundidas ao Circuito Zelu (澤潞, sediado na moderna Changzhi, Shanxi), governado pelo primo de Li Baoyu, Li Baozhen.)
Essas ações desafiadoras de Tian, que já havia irritado Li Zhengji, então governador do Circuito Pinglu (平盧, então sediado na moderna Weifang, Shandong), desrespeitando-o, e Li Baochen, então governador do Circuito Chengde (成德, sediado na moderna Shijiazhuang, Hebei), matando o irmão de Li Baochen, Li Baozheng (李寶正), trouxeram uma séria resposta imperial, juntamente com os senhores da guerra ofendidos. No verão de 775, o Imperador Daizong anunciou uma campanha contra Tian, com Li Zhengji e Li Zhongchen atacando Weibo pelo sul, e Zhu Tao, Li Baochen e Xue Jianxun (薛兼訓) atacando Weibo pelo norte. Inicialmente, as forças imperiais estavam vencendo as forças de Weibo, mas depois que Tian bajulou Li Zhengji em uma carta humilde, Li Zhengji se retirou da campanha, fazendo com que outros generais imperiais ao sul do Rio Amarelo hesitassem em avançar também. Enquanto isso, Li Baochen ficou ofendido quando um eunuco imperial, Ma Chengqian (馬承倩), que havia visitado o exército de Li Baochen, ficou tão insatisfeito com o presente de Li Baochen para ele que o jogou no chão, e Tian também foi capaz de usar boatos para persuadir Li Baochen de que se ele se unisse a Tian para atacar Lulong, ele seria bem-sucedido. Li Baochen então se virou contra Zhu, lançando um ataque surpresa contra ele, mas não conseguiu matar Zhu, efetivamente encerrando qualquer esperança da campanha contra Tian. Até 776, o Imperador Daizong foi forçado a perdoar Tian e abandonar a campanha.
Também em 775, a concubina favorita do Imperador Daizong, Consorte Dugu, faleceu. Ele a honrou postumamente como imperatriz e, muito entristecido por sua morte, manteve seu caixão no palácio por quase três anos, só o enterrando finalmente em 778.
Em 776, após a morte do governador militar interino do Circuito Biansong (汴宋, sediado na moderna Kaifeng, Henan), Tian Shenyu (田神玉), seu oficial Li Lingyao (李靈曜) assumiu o circuito. O Imperador Daizong comissionou uma campanha pelos circuitos vizinhos contra Biansong e Li Lingyao, e apesar do auxílio de Tian, foram rapidamente derrotados, embora o governo imperial tenha recebido pouco benefício, já que cinco das oito prefeituras de Biansong foram tomadas e fundidas ao Circuito Pinglu de Li Zhengji, e Li Zhengji então transferiu sua sede da Prefeitura de Qing (青州) para uma das prefeituras de Biansong que ele tomou, a Prefeitura de Yun (鄆州, em Tai'an, Shandong).
Em 777, cansado da corrupção e do domínio de poder de Yuan Zai e Wang Jin, o Imperador Daizong os prendeu. Yuan foi executado e Wang foi exilado, sendo substituídos por Yang Wan e Chang Gun. O Imperador Daizong esperava que Yang pudesse liderar uma reforma do governo, mas Yang morreu ainda naquele ano, deixando Chang no controle do governo.
Até 777, considerava-se que esses senhores da guerra estavam governando seus domínios de facto de forma independente:
- Li Zhengji, com seu Circuito Pinglu contendo 15 prefeituras e tendo 60.000 soldados.
- Tian Chengsi, com seu Circuito Weibo contendo sete prefeituras e tendo 50.000 soldados.
- Li Baochen, com seu Circuito Chengde contendo sete prefeituras e tendo 50.000 soldados.
- Liang Chongyi, com seu Circuito Leste de Shannan (山南東道, sediado na moderna Xiangfan, Hubei) contendo seis prefeituras e tendo 25.000 soldados.

Em 779, Tian faleceu, e o Imperador Daizong permitiu que o sobrinho de Tian, Tian Yue, o sucedesse. Enquanto isso, Li Zhongchen foi expulso de seu Circuito Huaixi (淮西, sediado na moderna Zhumadian, Henan) por seu oficial Li Xilie. O Imperador Daizong, acreditando que Li Zhongchen havia sido fiel a ele, o manteve em Chang'an como chanceler, enquanto designava Li Xilie como governador militar interino.
No verão de 779, o Imperador Daizong adoeceu e logo faleceu. Li Kuo o sucedeu como imperador (como Imperador Dezong).

## Chanceleres durante o reinado
- Miao Jinqing (762–763)
- Pei Zunqing (762–763)
- Yuan Zai (762–777)
- Li Fuguo (762)[20]
- Liu Yan (763–764)
- Li Kuo (763–764)
- Li Xian (763–764)
- Wang Jin (764–777)
- Du Hongjian (764–769)
- Pei Mian (769)
- Yang Wan (777)
- Chang Gun (777–779)
- Li Zhongchen (779)

## Família
Consortes e Descendência:
- Nobre Consorte, do clã Cui de Boling (貴妃 博陵崔氏; f. 757)
  - Li Miao, Príncipe Herdeiro Zhaojing (昭靖皇太子 李邈; 746–773), segundo filho
  - Li Su, Príncipe Shu (蜀王 李溯; f. 783), 12º filho
  - Princesa Qizhaoyi (齊昭懿公主; f. 810)
    - Casou-se com Guo Ai de Huayin, Duque Dai (華陰 郭曖; 752–800), o sexto filho de Guo Ziyi, em 765, e teve descendência (três filhos, duas filhas incluindo Imperatriz Yi'an)
- Imperatriz Zhenyi, do clã Dugu de Jingzhao (貞懿皇后 京兆獨孤氏; f. 775)
  - Li Jiong, Príncipe Han (韓王 李迥; 750–796), sétimo filho
  - Princesa Huayang (華陽公主; f. 774), quinta filha
- Imperatriz Ruizhen, do clã Shen de Wuxing (睿真皇后 吳興沈氏)
  - Li Kuo, Dezong (德宗 李適; 742–805), primeiro filho
- Consorte, do clã Yuwen (妃宇文氏)
- Consorte, do clã Yuwen (妃宇文氏)
- Concubina Imperial de Primeira Classe do clã Zhang (昭儀 张氏), nome pessoal Honghong (红红)
- Desconhecido
  - Li Xia, Príncipe Jun (均王 李遐), terceiro filho
  - Li Shu, Príncipe Mu (睦王 李述; f. 791), quarto filho
  - Li Yu, Príncipe Dan (丹王 李逾; f. 820), quinto filho
  - Li Lian, Príncipe En (恩王 李連; f. 817), sexto filho
  - Li Gou, Príncipe Jian (簡王 李遘; f. 809), oitavo filho
  - Li Nai, Príncipe Yi (益王 李迺), nono filho
  - Li Xun, Príncipe Sui (隋王 李迅; f. 784), décimo filho
  - Li Xuan, Príncipe Jing (荊王 李選), décimo primeiro filho
  - Li Zao, Príncipe Xin (忻王 李造; f. 811), décimo terceiro filho
  - Li Xian, Príncipe Shao (韶王 李暹; f. 796), décimo quarto filho
  - Li Yun, Príncipe Jia (嘉王 李運; f. 838), décimo quinto filho
  - Li Yu, Príncipe Duan (端王 李遇; f. 791), décimo sexto filho
  - Li Yu, Príncipe Xun (循王 李遹), décimo sétimo filho
  - Li Tong, Príncipe Gong (恭王 李通), décimo oitavo filho
  - Li Kui, Príncipe Yuan (原王 李逵; f. 832), décimo nono filho
  - Li Yi, Príncipe Ya (雅王 李逸; f. 790), vigésimo filho
  - Princesa Lingxian (靈仙公主)
  - Princesa Zhending (真定公主)
  - Princesa Yongqing (永清公主)
    - Casou

## Na cultura popular
- Interpretado por Ren Jialun em The Glory of Tang Dynasty (2017).